# فراماراتن
فراماراتون، فرامسیر یا فرادو نیز نامیده می‌شود، هر نوع مسابقه-دُویی است طولانی‌تر از طول ماراتن مرسوم ۴۲٫۱۹۵ کیلومتر () است.

## نمای کلی
دو نوع اصلی از رویداد فراماراتن وجود دارد: آنهایی که مسافت یا مسیری مشخص را طی می‌کنند و آنهایی که برای مدت زمانی از پیش تعیین شده دوام می‌آورند (با برنده بیشترین مسافت در آن زمان طی می‌کند). رایج‌ترین مسافت‌ها ۵۰ کیلومتر (۳۱٫۰۷ مایل)، ۱۰۰ کیلومتر (۶۲٫۱۴ مایل)، ۵۰ مایل (۸۰٫۴۷ کیلومتر) و ۱۰۰ مایل (۱۶۰٫۹۳ کیلومتر)، اگرچه بسیاری از مسابقه‌ها مسافت‌های دیگری دارند. مسابقه ۱۰۰ کیلومتری توسط اتحادیه بین‌المللی فدراسیون‌های دو و میدانی (IAAF)، هیئت حاکم بر دو و میدانی، به عنوان یک رویداد رسمی رکورد جهانی شناخته شده‌است.

## بهترین اجراهای جهانی IAU
بهترین‌های IAU جهان به شرح زیر است

### مردان
| رویداد       | رکورد            | ورزشکار                | تاریخ                     | محل                              |
| ------------ | ---------------- | ---------------------- | ------------------------- | -------------------------------- |
| ۵۰ کیلومتر   | ۲:۴۳:۳۸          | تامپسون ماگاوانا (RSA) | ۱۲ آوریل ۱۹۸۸             | کلارمونت، آفریقای جنوبی          |
| ۱۰۰ کیلومتر  | ۶:۰۹:۱۴          | نااو کازامی (JPN)      | ۲۴ ژوئن ۲۰۱۸              | یوبتسو-ساروما-توکورو، ژاپن       |
| ۱۰۰ مایل     | ۱۱:۲۸:۰۳         | اولگ خاریتونوف (RUS)   | ۲۰ اکتبر ۲۰۰۲             | لندن، انگلستان                   |
| ۱۰۰۰ کیلومتر | ۵ روز ۱۶:۱۷:۰۰   | یانیس کوروس (GRE)      | ۲۶ نوامبر - ۲ دسامبر ۱۹۸۴ | کولاک، استرالیا                  |
| ۱۰۰۰ مایل    | ۱۰ روز ۱۰:۳۰:۳۶  | یانیس کوروس (GRE)      | ۲۰–۳۰ مه ۱۹۸۸             | شهر نیویورک، ایالات متحده آمریکا |
| ۶ ساعت       | ۹۷٫۲۰۰ کیلومتر   | دونالد ریچی (GBR)      | ۲۸ اکتبر ۱۹۷۸             | لندن، انگلستان                   |
| ۱۲ ساعت      | ۱۶۳٫۷۸۵ کیلومتر  | زک بیتر (USA)          | ۱۴ دسامبر ۲۰۱۳            | ققنوس، آمریکا                    |
| ۲۴ ساعت      | ۳۰۳٫۵۰۶ کیلومتر  | یانیس کوروس (GRE)      | ۴–۵ اکتبر ۱۹۹۷            | آدلاید، استرالیا                 |
| ۴۸ ساعت      | ۴۷۳٫۴۹۵ کیلومتر  | یانیس کوروس (GRE)      | ۳–۵ مه ۱۹۹۶               | سورگرس، فرانسه                   |
| ۶ روز        | ۱۰۳۶٫۸۰۰ کیلومتر | یانیس کوروس (AUS)      | ۲۰–۲۶ نوامبر ۲۰۰۵         | کولاک، استرالیا                  |

1. ↑  کوروس در بخشی از فعالیت خود در دوندگی تابعیت استرالیا را داشت. ملیت‌ها در اینجا به شرح جدول سوابق IAU است.

### زنان
| رویداد       | رکورد           | ورزشکار                  | تاریخ                    | محل                                 |
| ------------ | --------------- | ------------------------ | ------------------------ | ----------------------------------- |
| ۵۰ کیلومتر   | ۳:۰۷:۲۰         | آلیسون دیکسون (GBR)      | ۱ سپتامبر ۲۰۱۹           | برازوف، رومانی                      |
| ۱۰۰ کیلومتر  | ۶:۳۳:۱۱         | تومو آبه (JPN)           | ۲۵ ژوئن ۲۰۰۰             | یوبتسو-ساروما-توکورو، ژاپن          |
| ۱۰۰ مایل     | ۱۲:۴۲:۴۰        | کامیل هرون (USA)         | ۱۱ نوامبر ۲۰۱۷           | وین، ایلی، ایالات متحده آمریکا      |
| ۱۰۰۰ کیلومتر | ۷ روز ۱۶:۰۸:۳۷  | پولا مایرار (AUT)        | ۲۹ سپتامبر -۶ اکتبر ۲۰۰۲ | شهر نیویورک، ایالات متحده آمریکا    |
| ۱۰۰۰ مایل    | ۱۲ روز ۱۴:۳۸:۴۰ | ساندرا باریک (NZL)       | ۱۶–۲۸ اکتبر ۱۹۹۱         | شهر نیویورک، ایالات متحده آمریکا    |
| ۶ ساعت       | ۸۵٫۴۹۲ کیلومتر  | Nele Alder-Baerens (GER) | ۱۱ مارس ۲۰۱۷             | مونستر، آلمان                       |
| ۱۲ ساعت      | ۱۴۹٫۱۳۰ کیلومتر | Camille Herron (USA)     | ۹–۱۰ دسامبر ۲۰۱۷         | ققنوس، آریزونا، ایالات متحده آمریکا |
| ۲۴ ساعت      | ۲۷۰٫۱۱۶ کیلومتر | Camille Herron (USA)     | ۲۶–۲۷ اکتبر ۲۰۱۹         | آلبی، فرانسه                        |
| ۴۸ ساعت      | ۳۹۷٫۱۰۳ کیلومتر | Sumie Inagaki (JPN)      | ۲۱–۲۳ مه ۲۰۱۰            | سورگرس، فرانسه                      |
| ۶ روز        | ۸۸۳٫۶۳۱ کیلومتر | Sandra Barwick (NZL)     | ۱۸–۲۴ نوامبر ۱۹۹۰        | کمپبل تاون، استرالیا                |